# ساهر إسماعيل
ساهر إسماعيل (1971 - 15 أغسطس 2021)، هو سياسي من عرب الداخل في إسرائيل، شغل منصب مساعد وزيرة التعليم الإسرائيلي يفعاط ساشا-بيتون.

## مقتله
قُتِل، صباح يوم الأحد 15 أغسطس 2021 متأثرًا بجروحه الحرجة في جريمة إطلاق نار بقرية الرامة في الجليل الأعلى شمال إسرائيل. وبحسب بيانات الشرطة قتل «ساهر» بعد أن أطلق جناة وابلًا من الرصاص عليه خلال تواجده داخل سيارته بالقرب من منزله، ما أسفر عن مقتله على الفور في المكان.